# Sydney Lengagne
Sydney Lengagne (* um 1975) ist ein französischer Badmintonspieler.

## Karriere
Sydney Lengagne siegte nach zwei Nachwuchs- und einem Hochschultitel 1998 erstmals bei den französischen Titelkämpfen der Erwachsenen. Zwei Jahre später war er dort erneut im Mixed erfolgreich. 2001 siegte er bei den Mauritius International und den Kenya International.

## Sportliche Erfolge
| Saison    | Veranstaltung                                 | Disziplin    | Platz | Name                                |
| --------- | --------------------------------------------- | ------------ | ----- | ----------------------------------- |
| 1988/1989 | Französische Nachwuchsmeisterschaft (Minimes) | Herrendoppel | 1     | Sydney Lengagne / Jeff Jouhanet     |
| 1990/1991 | Französische Nachwuchsmeisterschaft (Cadets)  | Herrendoppel | 1     | Manuel Rodriguez / Sydney Lengagne  |
| 1995/1996 | Französische Hochschulmeisterschaft           | Mixed        | 1     | Sydney Lengagne / Sandrine Lefèvre  |
| 1997/1998 | Französische Meisterschaft                    | Mixed        | 1     | Sydney Lengagne / Sandrine Lefèvre  |
| 1999/2000 | Französische Meisterschaft                    | Mixed        | 1     | Sydney Lengagne / Christelle Szynal |
| 2001      | Mauritius International                       | Herreneinzel | 1     | Sydney Lengagne                     |
| 2001      | Kenya International                           | Herreneinzel | 1     | Sydney Lengagne                     |